# La boya
La boya es una película de Argentina filmada en colores dirigida por Fernando Spiner sobre su propio guion escrito en colaboración con Aníbal Zaldívar y Pablo De Santis que se estrenó el 6 de diciembre de 2018.

## Sinopsis
Fernando Spiner se encuentra en Villa Gesell, donde pasó su adolescencia, con el poeta y amigo de la infancia y de la juventud, Aníbal Zaldívar, periodista y poeta que allí reside, y además de nadar hasta una antigua boya que este soltara en el mar a pedido del padre de Aníbal de quien era muy amigo, y al mismo tiempo que indaga sobre su vida, investiga su propio pasado..

## Reparto
Colaboraron en el filme, como ellos mismos: ..
- Aníbal Zaldívar
- Ricardo Roux
- Pablo Mainetti
- Juan Forn
- Guillermo Saccomanno
- Fernando Spiner

## Críticas
Pablo O. Scholz en Clarín opinó:

”...la poesía es central en La boya. Pero no sólo los versos o la rima -que se leen y se recitan a cámara...sino por el uso, lírico, se diría, que el realizador utiliza en las imágenes en las que refleja cómo nadan él y Aníbal...Y también hay cierta poesía cuando el filme relata, en breves entrevistas, apariciones, a otros artistas notables afincados allí…Spiner muestra sensibilidad en todo momento. La utilización de la cámara subacuática no era imprescindible, pero es oportuna y apropiada…la música fue compuesta por Natalia Spiner, en este filme documental con preconcebida puesta en escena, que beneficia cierto tono de melancolía.”

La crónica de Página 12 dijo:

”Más allá de las varias secuencias de nado..., La boya se ramifica en una serie de segmentos documentales de distinto tenor: entrevistas tradicionales a cámara, conversaciones íntimas con algo de puesta en escena ficcional, secuencias donde el fraseo poético es imitado por las imágenes y potenciado por la música, … de Natalia Spiner… No todas las secciones poseen la misma fuerza o pertinencia y, por momentos, la película ingresa en una zona de deriva con rasgos caprichosos. En otros, en cambio, el lirismo aflora; un lirismo melancólico, tristón, invernal.... Es la reconstrucción de una historia familiar: la llegada en barco...del bisabuelo...una carta paterna, aparentemente sellada durante décadas, que es abierta por primera vez durante el rodaje. Son momentos intensos y emotivos que, sin embargo, no logran cohesionarse del todo con el resto de la película. Son riesgos que se toman al apostar por una estructura narrativa libre, decisión que el realizador toma conscientemente y que le permite, en cierta medida, construir un retrato comunitario a partir de una fuerte sensación de pertenencia.”

## Premios y nominaciones
El filme ha sido nominado para el Premio Sur los Premios Sur de 2018 a la Mejor Película Documental.